# 朴大出
朴大出（：／ Park Dae-chul，1961年3月18日—），大韓民國保守派政治人物，第19到21屆國會議員。